# Berruguete (Madrid)
Berruguete es un barrio del Distrito de Tetuán, situado en la zona noroeste de la ciudad de Madrid y llamado así por la Calle de Berruguete, en honor al conocido escultor palentino Alonso Berruguete. Sus límites son al norte la calle Marqués de Viana y el Paseo de la Dirección, al sur la calle Francos Rodríguez, al este con la calle y Bravo Murillo y al oeste con la calle Ofelia Nieto. 

## Transportes

### Cercanías Madrid
El barrio no posee estaciones de Cercanías. La más cercana es Chamartín (C-1, C-2, C-3, C-4, C-7, C-8, C-10 y trenes de media y larga distancia, barrio de Castilla, distrito de Chamartín) a la que se llega mediante la línea 1 de metro.

### Metro de Madrid
La cobertura del barrio por parte del metro es escasa. Únicamente posee dos estaciones en la línea 1, y se sitúan en el límite del barrio: Tetuán y Estrecho. La estación Francos Rodríguez de la línea 7 se encuentra muy cerca del límite suroccidental del barrio, en el vecino barrio de Bellas Vistas.

### Autobuses
Debido a la falta de cobertura ferroviaria, los autobuses constituyen la columna vertebral del transporte en el barrio:
| Línea | Terminales                            |
| ----- | ------------------------------------- |
| 3     | Puerta de Toledo – Plaza de San Amaro |
| 11    | Marqués de Viana – Barrio Blanco      |
| 44    | Callao – Marqués de Viana             |
| 64    | Cuatro Caminos – Pitis                |
| 66    | Cuatro Caminos – Fuencarral           |
| 124   | Cuatro Caminos – Lacoma               |
| 126   | Nuevos Ministerios – Barrio del Pilar |
| 128   | Cuatro Caminos – Barrio del Pilar     |
| 177   | Plaza de Castilla – Marqués de Viana  |
| N21   | Cibeles – Arroyo del Fresno           |
| N23   | Cibeles – Montecarmelo                |